# Eddy Huyghe
Eddy Huyghe (Reet, 20 april 1951) was een Belgisch advocaat en politicus voor CVP / CD&V.

## Levensloop
Huyghe behaalde, na zijn studies aan het Onze Lieve Vrouwe-college te Boom, in 1974 het licentiaatsdiploma Rechten aan de K.U. Leuven. Na een jaar Europacollege te Brugge, liep hij van 1975 tot 1976 stage bij de Europese Commissie te Brussel. Na een korte tewerkstelling bij Lens Diamond Industries (1976–1977) en IBM Belgium (1977–1980) was hij van 1980 tot 2014 advocaat aan de balie van Antwerpen.
Van 1985 tot 2006 (met een korte onderbreking van 1991 tot 1994) was hij lid van de provincieraad van Antwerpen. Hij was daar actief in verschillende provinciale commissies (personeel, ruimtelijke ordening en openbare werken), en verder was hij onder meer lid van het directiecomité GOM-Antwerpen (1995–2001), bestuurder van PTS Boom (1995–2006), de Plantijn Provinciale Hogeschool (1985–1991 en 1994–2006), de GM Sociale Huisvesting Schelle (1990–2006), IGEAN (1995–2006) en OVO (1995–2006). Zijn tussenkomsten in de provincieraad hadden meest betrekking op de milieuproblematiek in de Rupelstreek, de PTS Boom en het Provinciaal Recreatiedomein De Schorre in Boom en Rumst.
Vanaf 1989 tot 2018 was Eddy Huyghe gemeenteraadslid en schepen of burgemeester in de gemeente Rumst (provincie Antwerpen). Als schepen was hij o.m. bevoegd voor ruimtelijke ordening, economie en financiën. Huyghe was burgemeester van Rumst van 2010 tot 2012.
Huyghe was voorzitter van de watermaatschappij Pidpa van 2001 tot 2017, voorzitter van IMSIR Rupelstreek (1989–1992), bestuurder van Goed Wonen Rupelstreek (1990–2010) en lid van het directiecomité van IVEKA (2007–2013). Hij was stichtend voorzitter van PWA-Rupelstreek, lid van de GECORO in de gemeente Rumst en stichtend lid van het Autonoom Gemeentebedrijf Rumst  (als voorzitter of afgevaardigde bestuurder).   
Binnen zijn gemeentelijk mandaat was hij medeauteur van een Witboek voor K. Reet SK (1992), van het Gemeentelijk Ruimtelijk Structuurplan (2005) en het Gemeentelijk Ruimtelijk Structuurplan 2.0 (2018). Hij publiceerde (mee) "Openbaar Kunstbezit in de gemeente Rumst" (2 delen; 2017 en 2018) en "Oorlog en Vrede in het gemeentehuis van Rumst (2020). Hij lag ook aan de basis van de uitgave van boeken zoals "Van volksboekerijen naar een openbare bibliotheek" (Marina De Bruijn, 2012) en " Markten  en Jaarmarkten in de gemeente Rumst (Leo Vermeulen, 2011).  
Hij werd benoemd tot erevoorzitter van Pidpa, ere-provincieraadslid en ere-schepen. Hij werd Ridder in de Leopoldsorde (2003) en ontving de Gouden Palmen der Kroonorde (2008).  
Buiten de politiek was hij lid (1985-2010) en voorzitter van de Kerkraad van de H. Maria Magdalena in Reet. Hij werd daarvoor benoemd tot erevoorzitter in 2010 en ontving vanwege bisschop J. Bonny de Diocesane Orde van Verdienste (2010).  
In het plaatselijke verenigingsleven was Eddy Huyghe spelend lid van de veteranen van Reet SK, stichtend lid van de VZW Brooikensstoet, stichtend bestuurslid van Cefi - Rupelstreek en van de Rupelsociëteit, bestuurslid (1981-2023) en tweemaal voorzitter van Davidsfonds - Reet en stichtend voorzitter van de VZW Orgelfonds (1997 - nu).  